# Ма Бяо
Ма Бя́о (кит. упр. 马飚, пиньинь Mǎ Biāo, род. в августе 1954, Гуанси), в 2008-2013 годах председатель регионального правительства Гуанси-Чжуанского автономного района Китая, член ЦК КПК с 2012 года (кандидат с 2007 года).
Член КПК с 1985 года, член ЦК КПК 18 созыва (кандидат 17 созыва).

## Биография
Окончил Центральный университет национальностей, бакалавр экономики.
С 1992 года сотрудник Института национальных исследований Китайской Академии общественных наук, в 1992-1994 годах директор экономического подразделения этого Института.
В 2002-2004 годах глава Байсэского окружкома КПК.
В 2005-2008 годах глава Наньнинского (столица Гуанси) горкома КПК, член посткома парткома Гуанси-Чжуанского АР.
С 2004 года зампред, в 2008-2013 годах председатель правительства и замглавы парткома Гуанси-Чжуанского автономного района (Юго-Западный Китай).
C марта 2013 года зампред ВК НПКСК.